# Edward Channing
Edward Perkins Channing (15 juin 1856 – 7 janvier 1931) est un historien américain.
Il est célèbre pour son histoire des États-Unis en six volumes, History of the United States, et remporte pour le volume 6 de cet ouvrage le prix Pulitzer d'histoire en 1926. Il enseigne à Harvard de 1883 à 1929, formant une partie importante des universitaires américains du début du vingtième siècle à ses méthodes.

## Biographie
Edward Channing naît à Dorchester, Massachusetts. Il est le cinquième enfant d'Ellen Kilshaw Fuller (1820 - 1856), sœur de la journaliste Margaret Fuller, et du poète William Ellery Channing (1818 - 1901), compagnon de Henry David Thoreau. Sa mère meurt quelques mois après sa naissance, et Edward Channing est placé chez un cordonnier et sa femme à Abington, dans le Massachusetts. Vers 1860, son grand-père paternel, le médecin Walter Channing (en) et sa fille le prennent avec eux et lui donnent une éducation soignée. Il fait ses études secondaires dans une école privée, et intègre l'université Harvard à l'automne 1874. Il y obtient son diplôme d'histoire en 1878, et son doctorat en 1880, avec une thèse qui porte sur l'histoire de l'achat de la Louisiane. En 1880, son grand-père meurt, lui laissant un héritage de 300 dollars. Il entreprend alors un voyage à travers l'Europe pendant neuf mois, se rendant aussi Proche-Orient et en Afrique du Nord. Après son retour, il écrit des articles pour Science, par exemple au sujet du Soudan, ou de l'instruction de la géographie dans les écoles allemandes. En 1883, il devient assistant d'histoire à l'université Harvard, auprès du professeur Charles Cutler Torrey. Le 22 juillet 1886, il épouse Alice Thacher, la belle-sœur de Thomas Wentworth Higginson, avec qui il a deux filles.

## Carrière académique et activités éditoriales
En 1883, Edward Channing reçoit un prix de 150 $ pour son œuvre Town and County Government in the English Colonies of North America. Cette monographie lui permet d'intégrer la Massachusetts Historical Society. Elle est aussi à l'origine de la première conférence qu'il donne à la première réunion de l'American Historical Association  en 1884, à Saratoga Springs, dans l’État de New York.
En 1883, il publie une édition révisée (traduite par William H. Tillinghast) de An Epitome of Ancient, Medieval, and Modern History, de l'historien allemand Karl Ploetz, ajoutant des parties portant sur l'histoire de l'Angleterre et des États-Unis.
En 1887, il devient assistant professor (professeur assistant). En 1897, il obtient le titre de Professeur, et, en 1912, il devient le McLean Professor of Ancient and Modern History (en) (Professeur McLean d'histoire ancienne et moderne), l'un des plus grands postes universitaires américains de la discipline historique. Il prend sa retraite en 1929.

## Distinctions
Edward Channing est élu membre de l'Académie américaine des arts et des sciences, de l'Académie américaine des arts et des lettres et de l'American Antiquarian Society en 1885. Il est élu président de l'American Historical Association en 1919. En 1921 et 1926, il reçoit des doctorats honoris causa de l'université du Michigan et l'université Columbia.

## Publications
- The Navigation Laws (1890)[7]
- The United States of America, 1765-1865 (1896), 1930
- A History of the United States Vol. 1: The Planting of a Nation in the New World, 1000-1660, 1905
- A History of the United States Vol. 2: A Century of Colonial History, 1660-1760, 1908
- A History of the United States Vol. 3: The American Revolution, 1761-1789, 1912
- A History of the United States Vol. 4: Federalists and Republicans, 1789-1815
- A History of the United States Vol. 5: The Period of Transition, 1815-1848, 1921
- A History of the United States Vol. 6: The War for Southern Independence, 1849-1865, 1925
- A Short History of the United States for School Use, 1908